# 漢森岩
漢森岩（英語：Hansen Rocks）是南極洲的島礁，位於麥克羅伯特森地，由5座岩石組成，處於卡諾帕斯岩西北面2公里、內拉岩和薩維特岩東北面2公里，現時由南極條約體系管理。